# アウブリソドン
アウブリソドン（学名: Aublysodon、語源は不明だがおそらく「逆流する歯」）は、約7500万年前の後期白亜紀後期カンパニアンのあたるアメリカ合衆国モンタナ州のジュディスリバー累層のみから知られている、肉食恐竜の属。認められている種は古生物学者ジョゼフ・ライディが1868年に命名した Aublysodon mirandus のみである。タイプ標本が外れた前上顎骨歯だけであるため、現在は疑問名と考えられている。この標本は現在失われている者の、同様の歯が数多くのアメリカ合衆国の州、カナダ西部、アジアから発見されている。これらの歯はほぼ確実に幼体のティラノサウルス亜科のティラノサウルス科恐竜のものであるが、種レベルでは同定されていない。しかし、タイプ標本の歯（および Aublysodon mirandus という学名そのもの）は同時代に生息していて歯の詳細な特徴も合致しているダスプレトサウルス属の1種に属する可能性が高い。アウブリソドン亜科を定義する共有派生形質のうち、特に前上顎骨歯に鋸歯状構造がないという形質は、生存時の歯の摩耗や死後の摩滅、消化により生じたものである可能性がある。他のアウブリソドン亜科型の歯は他のティラノサウルス科恐竜の成長段階の違いや性差に起因する可能性がある。
タイプ種 Aublysodon mirandus 以外に複数の種が命名されてきたが、これらはすべて疑問名にされ、他の種として再分類されたか、A. mirandus と全く関係を持たないものとされた。

## 歴史
19世紀半ばから後半にかけて、孤立した歯に数多くの恐竜の分類群が命名された。これらの属にはトラコドンやパラエオスキンクス、トロオドンといったものがいた。北アメリカの悪地でティラノサウルスの解明が始まるよりも前に、合衆国西部の数多くの産地で発掘された歯から大型肉食恐竜の存在が暴かれていた。
1854年と1855年にモンタナ州のジュディスリバー悪地からフェルディナンド・ヴァンデヴィア・ヘイデンが収集した14本の歯に、1856年にジョゼフ・ライディは Deinodon horridus と命名した。1866年にエドワード・ドリンカー・コープは、オリジナルのシンタイプ標本である鋸歯状構造のない一連の14本の歯のうち3本を選び、Deinodon horridus のレクトタイプに指定した。
1868年にライディはこれら3本の歯を Aublysodon mirandus と命名した。ライディが命名の意図の説明を与えなかったため、属名の意味は不明である。属名はギリシャ語で「再び」「後方に」「反対に」を意味するαὖ, au、「噴出」「流れること」を意味する βλύζω, blyzo、「歯」を意味する ὀδών, odon に由来する。種小名はラテン語で「素晴らしい」「奇妙な」といった意味を持つ。

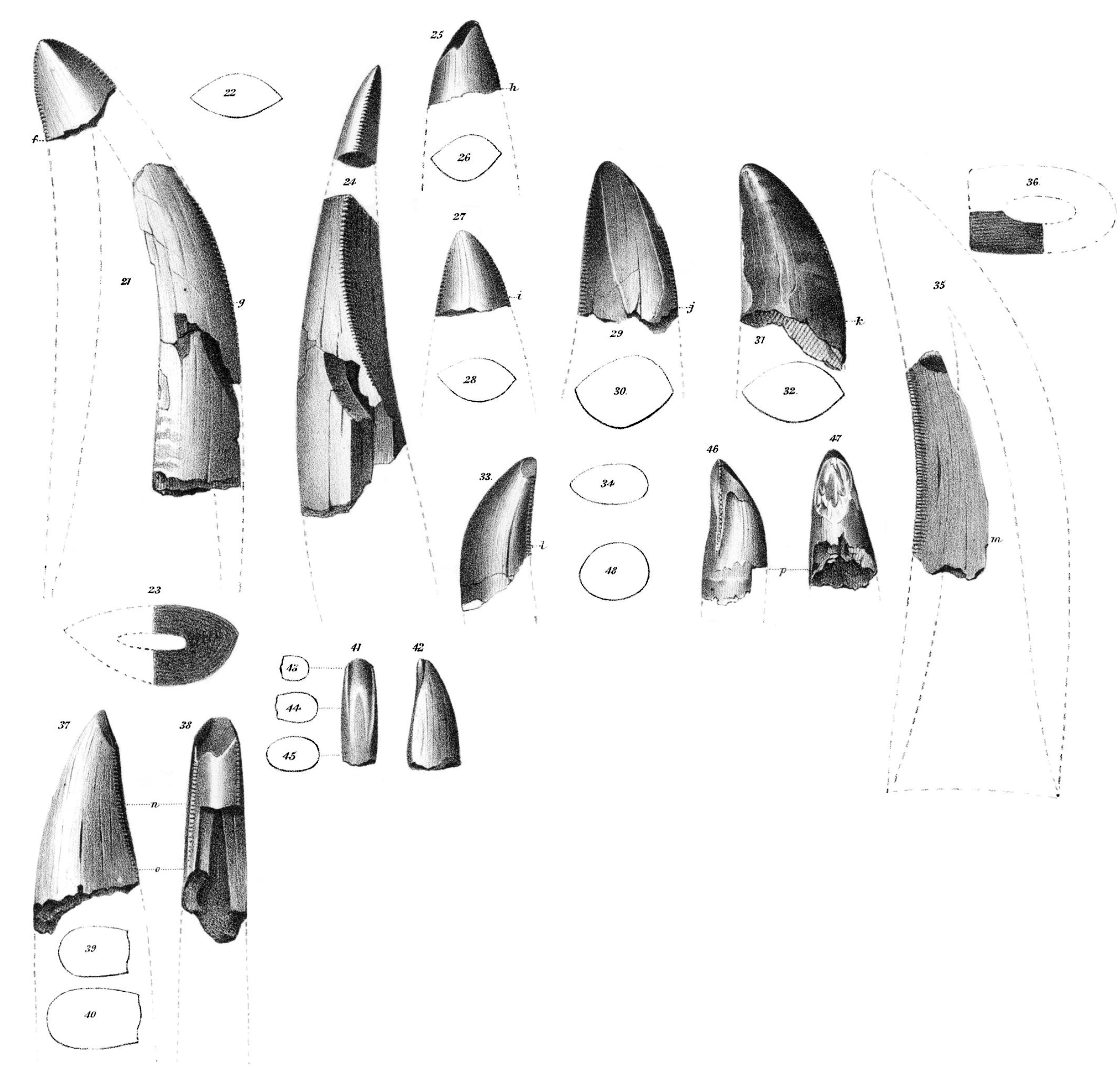
Deinodonのオリジナルシンタイプのリトグラフ。41 - 45で示される小さな歯が ANSP 9535 で、後の Aublysodon mirandus のレクトタイプである。37 - 40は ANSP 9533、33と34は後の Deinodon horridus のレクトタイプ標本 ANSP 9534

学名 Aublysodon mirandus は Deinodon horridus と同じタイプ標本に基づくため、優先権を持っていた Deinodon horridus の最初のジュニアシノニムとなった。コープは1868年にデイノドンの名前がマダラヘビ属(Dinodon)に使用されていると勘違いし、Deinodon horridus を Aublysodon horridus に改名した。デイノドンという属名が本当に使用されていたなら、アウブリソドンが有効な属となっていたことだろう。1899年にオリバー・ペリー・ヘイがコープのミスを指摘し、Aublysodon horridus は Aublysodon mirandus がそうであったように Deinodon horridusのジュニアシノニムであるとした。しかし、1892年にオスニエル・チャールズ・マーシュが断面がD字型でかつ鋸歯状構造を持たない前上顎骨歯を選定することでタイプ標本にさらに制限をかけ、標本 ANSP 9535 を Aublysodon mirandus のレクトタイプに指定し、アウブリソドンは独立属となった。他の2本の歯 ANSP 9533 および ANSP 9534 は Deinodon horridus のレクトタイプのままであった。
歯に基づいた分類群であるアウブリソドンは、歯を確実に割り当てることのできる骨格要素が発見されなかったため、長きに亘り謎であった。20世紀前半には複数の研究者により、当時はまだ歯を持たないことが知られていなかったオルニトミムス科の属を代表すると想定された。1902年にローレンス・ラムは歯をストルティオミムスに割り当てた。この場合にはアウブリソドンに優先権があることを忘れ、1930年にヘイは A. mirandus を Ornithomimus mirandus に改名した。
今日では同様の歯がダスプレトサウルスの幼体の標本から発見されていることが知られており、アウブリソドンとされる歯もダスプレトサウルスに由来する可能性が高い。2000年10月、アウブリソドンのタイプ標本は、フィラデルフィア自然科学アカデミーがフィールド自然史博物館に書留郵便で送った際に紛失した。アウブリソドン型の歯は、ティラノサウルスなどダスプレトサウルス以外のティラノサウルス亜科の幼体にもあるため、トーマス・カールはアウブリソドンはもはや真に生物学的分類群を示さない疑問名であると考えた。

### 種
Aublysodon mirandus と A. horridus の他に、複数の種が本属として命名されてきた。1876年にコープは標本AMNH 3956 に基づいて Aublysodon lateralis を記載し、このティラノサウルス科の歯の標本は後に Deinodon horridus のシノニムとされた。1892年に歯 YPM 296 と YPM 297 に基づいて新たに2種 Aublysodon amplus と Aublysodon cristatus を命名した。これらはマーストリヒチアンのランス累層で発見されたため、ティラノサウルス・レックスの幼体に由来する歯である可能性がある。1903年にジョン・ベル・ハッチャーは1876年にコープが記載した Laelaps explanatus を Aublysodon explanatus に改名した。これはおそらくサウロルニトレステスの歯である。1932年にフリードリヒ・フォン・ヒューネはマーシュが1890年に命名した Ornithomimus grandis を Aublysodon grandis に改名したが、大半の後の研究者はこれをカンパニアンのティラノサウルス科 Deinodon horridus のシノニムとみなしている。1967年にアラン・J・チャリグは元々ゴルゴサウルスの種に分類されていた3種 Aublysodon lancinator、Aublysodon novojilovi、Aublysodon lancensis を命名した。前者2種は今日ではタルボサウルスの幼体の標本、後者1種はティラノサウルスあるいはナノティラヌスの幼体であると見られている。
オリジナルのアウブリソドンの種とされた最初の骨格は、1966年にモンタナ州ジョーダンで発掘された頭骨断片であり、1977年と78年にラルフ・モルナーが記載した。頭骨 LACM 28741 は人の平均的な腕の長さと同程度の48センチメートルで、長く狭い吻部に尖った歯が生えていた。最初にティラノサウルスの幼体と考えられ後、大型ドロマエオサウルス科と解釈され、1988年にグレゴリー・ポールが Aublysodon molnaris の学名を与え、1990年に彼が属格を整えて Aublysodon molnari に修正した。1995年にジョージ・オルシェヴスキーが別属 Stygivenator にしたが、2004年にトーマス・カールとトム・ウィリアムソンがティラノサウルス・レックスの幼体であると解釈した。ニューメキシコ州から産出した別の断片骨格 OMNH 10131 は1990年にアウブリソドンを代表すると考えられたが、トーマス・カールとトム・ウィリアムソンによる後の研究ではまずダスプレトサウルスとされ、最終的にビスタヒエヴェルソルとされた。また、1977年に董枝明が命名した Shanshanosaurus huoyanshanensis を1988年にポールが Aublysodon huoyanshanensis に改名して別の新種とした。これはおそらくタルボサウルスの標本を代表する。

## 分類
エドワード・ドリンカー・コープは1870年にアウブリソドンを Gonipodaに割り当て、これは現代で言う獣脚類とほぼ等しい分類群である。しかしマーシュは1892年に歯の小ささとD字型の断面、鋸歯状構造がないことに惑わされ、アウブリソドンを白亜紀にしては例外的に大型の哺乳類と考えた。20世紀前半までにアウブリソドンは再び獣脚類の爬虫類として理解され、後にデイノドン科、すなわち現在のティラノサウルス科に分類された。
ポールは1988年にアウブリソドンをティラノサウルス科の特有の亜科に属すると考え、その亜科をアウブリソドン亜科と呼んだが、その名称は既にアウブリソドン科と共に1928年にフランツ・ノプシャが使用していた。この概念は後にある程度の人気を博した。トーマス・R・ホルツ・ジュニアは2001年にアウブリソドン亜科の定義を提唱し、「アウブリソドンおよび、ティラノサウルスよりもアウブリソドンとより新しい共通祖先をもつ全ての分類群」とした。
アウブリソドンはしばらくの間、高レベルの分類群の定義にも使用されていた。ホルツはアウブリソドンをアンカータクソンとして使ってティラノサウルス亜科を「ティラノサウルスとアウブリソドンの最も新しい共通祖先の全ての子孫」として定義すると提唱した。ポール・セレノもまたアウブリソドンをアンカータクソンとしてティラノサウルス科に用いたが、彼の定義は他の理由で問題があった。これらの概念は疑問名を用いることなく再定義されている。
今日ではアウブリソドンはおそらくダスプレトサウルスに属する標本に基づいた疑問名と考えられており、その分類はティラノサウルス科である可能性が高く、アウブリソドン科とアウブリソドン亜科という用語は不適切なものとなっている。